# Xã Bayou Meto, Quận Arkansas, Arkansas
Xã Bayou Meto (tiếng Anh: Bayou Meto Township) là một xã thuộc quận Arkansas, tiểu bang Arkansas, Hoa Kỳ. Năm 2010, dân số của xã này là 187 người.